# کوئینزلند

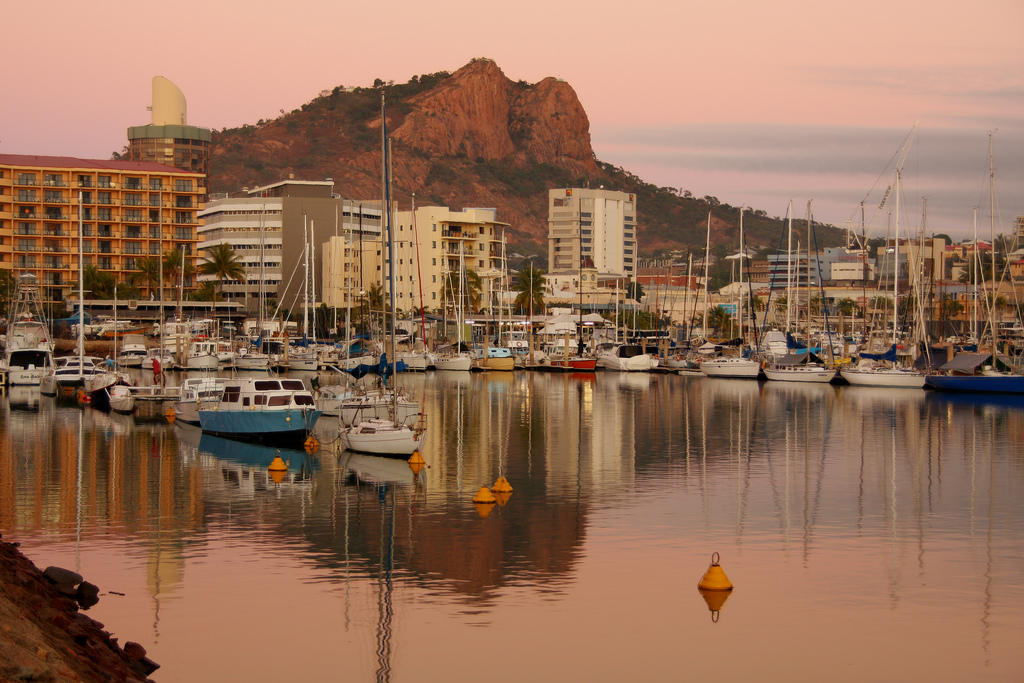
بندرتانزویل در کویینزلند شمالی

کوئینزلند (به انگلیسی: Queensland) نام یکی از ایالت‌های کشور استرالیا است که در شمال شرقی این کشور قرار دارد. کوئینزلند از جنوب به ایالت نیو ساوت ولز و از غرب به قلمرو سرزمین شمالی و ایالت ویکتوریا محدود می‌شود. این ایالت از شرق و شمال به اقیانوس آرام محدود می‌گردد. کوئینزلند ایالتی وسیع است که مساحت آن اندکی بیشتر از کل مساحت ایران است. پایتخت کوئینزلند شهر بریزبین است که در جنوب شرقی این ایالت قرار گرفته‌است. شهرهای مهم دیگر آن گلد کست، تانزویل، کنز، مکای و راکهمپتون هستند. مساحت کوئینزلند ۱۸۵۲۶۴۲ کیلومتر مربع است که بعد از استرالیای غربی دومین ایالت بزرگ استرالیا به‌شمار می‌آید. جمعیت آن نیز ۴۰۷۰۴۰۰ نفر است که بیشتر در شهرهای کرانهٔ شرقی ایالت مستقر شده‌اند و مرکز و غرب ایالت تقریباً خالی از سکنه است. جنوب کوئینزلند دارای آب‌وهوای نیمه‌استوایی است و شمال آن اقلیم استوایی دارد. غرب ایالت و مرکز آن نیز از علفزارها و زمینهای نیمه خشک پوشیده شده‌است. کوئینزلند دارای حکومت پادشاهی مشروطه می‌باشد و دارای یک پارلمان و دولت محلی است. فرماندار جاری کوئینزلند، Quentin Bryce نام دارد. نام کوئینزلند (Queens Land؛ به معنی سرزمین ملکه)، برگرفته از نام ملکه ویکتوریا، ملکهٔ بریتانیا است.

## جغرافیا

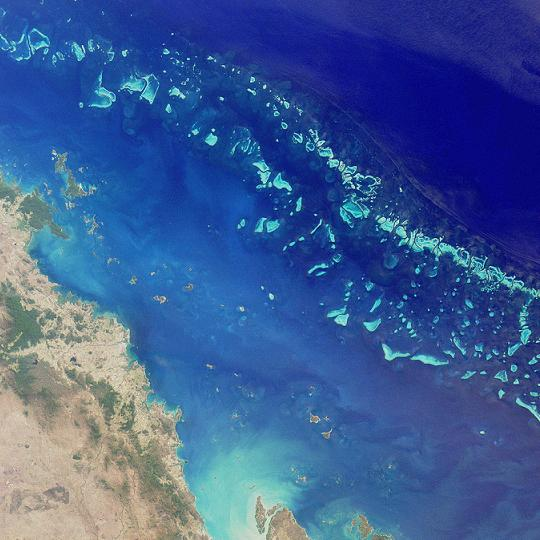
دیواره بزرگ مرجانی

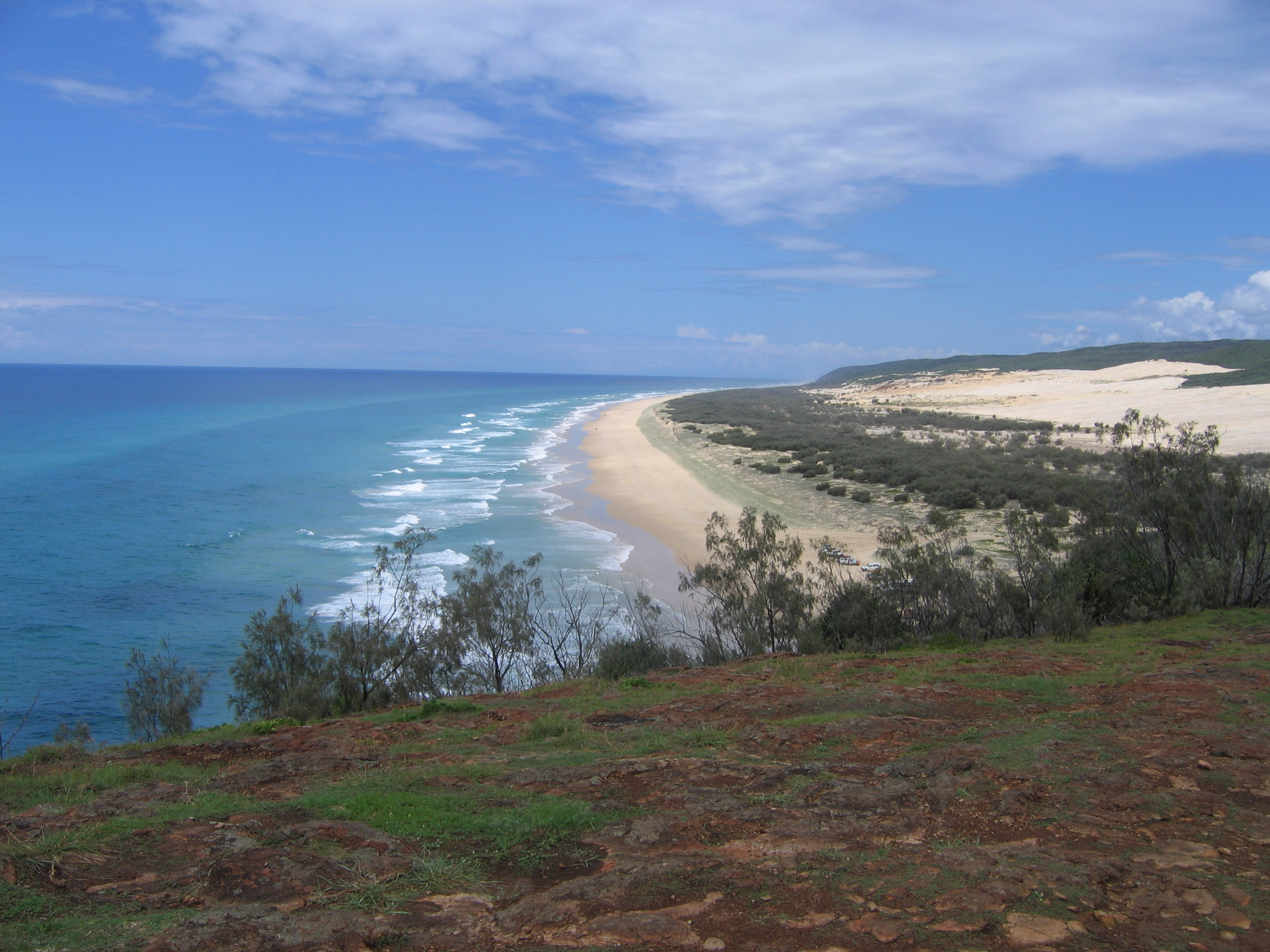
دماغه هندی درجزیره فریزر.

جغرافیای کوئینزلند در شمال شرقی استرالیا بسیار متنوع است. این ایالت شامل جزایر گرمسیری با سواحل شنی مسطح، رودخانه، زمین‌های خشک، بیابان‌های غنی و کمربند کشاورزی و مناطق پر جمعیت مناطق شهری است. جزیره فریزر، بزرگترین جزیره شنی جهان در سواحل کوئینزلند قرار دارد. دیواره بزرگ مرجانی نیز از ساختارهای طبیعی مهم در اقیانوس آرام است. مناطق غربی و درون سرزمینی کوئینزلند خشک و کم باران است و مناطق شرقی آن ساحلی و مرطوب و پرجمعیت است. ایالت کوئینزلند ۲۲٫۵ درصد از قاره استرالیا را می‌پوشاند.

## مناطق کوئینزلند
- جنوب شرق کوئینزلند
- دارلینگ داونز جنوب غرب
- واید بی - بارنت
- کوئینزلند مرکزی
- مکای، ایزاک و ویتساندی
- شمال کوئینزلند
- شمال دور کوئینزلند

## شهرها
- بریزبن
- گلد کست
- تانزویل
- مکای
- راکهمپتن
- سان شاین کست
- کَنز
- روما
- توومبا
- لاکیر ولی

## پیوندها
- دولت کوئینزلند
- کوئینزلندر